# Lya Luft
Lya Fett Luft (Santa Cruz do Sul, 15 de setembro de 1938 – Porto Alegre, 30 de dezembro de 2021) foi uma escritora e tradutora brasileira.

## Biografia
Lya Fett nasceu em Santa Cruz do Sul, cidade gaúcha de colonização alemã, filha do advogado e juiz Arthur Germano Fett. Sua família tinha muito orgulho das raízes germânicas e, por isso, considerava-se superior aos "brasileiros", embora seus integrantes tivessem chegado ao Brasil em 1825.
Durante a juventude, Lya foi tida como uma menina desobediente e contestadora: não gostava de aprender a cozinhar nem a bordar e chegou a ser mandada para um internato por dois meses. Porém, desde cedo, foi uma ávida leitora — aos onze anos, já recitava poemas de Göethe e Schiller — e tinha um relacionamento mais natural com o pai, um homem culto a quem idolatrava, do que com a mãe. Aos dezenove anos, converteu-se ao catolicismo, espantando os pais, ambos luteranos.
A partir de 1959, Lya passou a residir em Porto Alegre, onde se diplomou em Pedagogia e em Letras Anglo-Germânicas pela Pontifícia Universidade Católica do Rio Grande do Sul. Passou a trabalhar então como tradutora de literaturas em alemão e inglês — traduziu para o português mais de cem livros, dentre os quais se destacam os de Virginia Woolf, Rainer Maria Rilke, Hermann Hesse, Doris Lessing, Günter Grass, Botho Strauss e Thomas Mann.
Em 1963, aos vinte e cinco anos, Lya casou-se com Celso Pedro Luft, então um irmão marista, dezenove anos mais velho do que ela. Eles se conheceram durante uma prova de vestibular, para a qual ela chegara atrasada. O casal teve três filhos: Susana (1965), André (1966-2017) e Eduardo (1969). André Luft faleceu de parada cardiorrespiratória em 2 de novembro de 2017, aos 51 anos, enquanto surfava na Praia do Moçambique, em Florianópolis.
De 1970 a 1982, atuou como professora titular de Linguística na Faculdade Porto-Alegrense (FAPA) e obteve o grau de mestra em Linguística (1975, pela PUCRS) e em Literatura Brasileira (1978, pela UFRGS).
Em 1985, separou-se do marido para viver com o psicanalista e também escritor Hélio Pellegrino, no Rio de Janeiro. Eles haviam sido apresentados um ao outro por Nélida Piñon. Em 1992, quatro anos após a morte de Pellegrino, Lya voltou a viver com Celso Luft, de quem ficou viúva em 1995.
Foi colunista da revista Veja de 1996 a 2016, sempre tratando de assuntos ligados ao cotidiano.
Em 25 de setembro de 2019, aos 81 anos, Lya foi internada às pressas no Hospital Moinhos de Vento, em Porto Alegre, ao sofrer um infarto agudo do miocárdio. Foi submetida a uma angioplastia e a um implante de stent. Apresentou boa recuperação após a intervenção cirúrgica e recebeu alta hospitalar quatro dias depois.
Morreu em 30 de dezembro de 2021, aos 83 anos de idade, em Porto Alegre, vítima de um melanoma.

## Carreira literária
No início do primeiro casamento, Lya Luft começou a escrever poemas, reunidos no livro Canções de limiar (1964). Em 1972, foi publicado seu segundo livro de poemas, intitulado Flauta doce. Quatro anos mais tarde, escreveu alguns contos e mandou-os para um editor da Nova Fronteira, Pedro Paulo Sena Madureira, que os considerou "publicáveis". Em 1978, foi lançada sua primeira coletânea de contos, Matéria do Cotidiano.
O mesmo editor da Nova Fronteira tinha aconselhado Lya a escrever romances. Daí surgiu As parceiras, publicado em 1980. No ano seguinte veio A asa esquerda do anjo. Tais livros foram influenciados por uma visão de morte que a autora teve depois de sofrer um acidente automobilístico quase fatal em 1979.
Em 1982, publicou Reunião de Família e, em 1984, outras duas obras: O Quarto Fechado e Mulher no Palco. O primeiro foi lançado nos Estados Unidos sob o título The Island of the Dead. Em 1987, lançou Exílio; em 1989, o livro de poemas O Lado Fatal; e, em 1996, o premiado O Rio do Meio (ensaios), considerado a melhor obra de ficção daquele ano.
Em 2001, Luft recebeu o prêmio União Latina de melhor tradução técnica e científica, pela obra Lete: Arte e crítica do esquecimento, de Harald Weinrich. Em 2013, recebeu o Prêmio ABL, na categoria Ficção, Romance, Teatro e Conto, pela obra O tigre na sombra. No total, escreveu e publicou 23 livros, entre romances, coletâneas de poemas, crônicas, ensaios e livros infantis. Os livros de Lya Luft continuam sendo traduzidos para diversos idiomas
Em 2003 publicou Perdas e Ganhos, coletânea de contos, obra com mais de 1 milhão de exemplares vendidos, uma autobiografia com relatos de situações de dor e de alegrias.

## Obras
- Canções de Limiar, 1964
- Flauta Doce, 1972
- Matéria do Cotidiano, 1978
- As Parceiras, 1980
- A Asa Esquerda do Anjo, 1981
- Reunião de Família, 1982
- O Quarto Fechado, 1984
- Mulher no Palco, 1984
- Exílio, 1987
- O Lado Fatal, 1989
- A Sentinela, 1994
- O Rio do Meio, 1996
- Secreta Mirada,1997
- O Ponto Cego, 1999
- Histórias do Tempo, 2000
- Mar de Dentro, 2000
- Perdas e Ganhos, 2003
- Histórias de Bruxa Boa, 2004
- Pensar é Transgredir, 2004
- Para não Dizer Adeus, 2005
- Em outras Palavras, 2006
- A Volta da Bruxa Boa, 2007
- O Silêncio dos Amantes, 2008
- Criança Pensa, 2009
- Múltipla Escolha, 2010
- A Riqueza do Mundo, 2011
- O Tigre Na Sombra, 2012
- O Tempo é um Rio que Corre, 2013
- Paisagem Brasileira, 2015
- A Casa Inventada, 2017
- As coisas Humanas, 2020